# 帕马-尼永加语系
帕馬-尼永加語系（Pama–Nyungan languages）是澳大利亞原住民語言中使用最廣泛的語系，可能包含300種語言。名稱“Pama–Nyungan”源自兩個最分散的群體的名稱，即東北的帕馬族（Pama）和西南的尼永加（Nyunga）族。單詞pama和nyunga在各自的語言中表示“人”。
澳大利亞的其他原住民語系偶爾會被排除在外，稱為非帕馬-尼永加語系語言，儘管這不是一個分類術語。帕馬-尼永加語系家族佔地理分佈的大部分、原住民人口的大部分以及最多的語言。大多數帕馬-尼永加語系是由數百人或更少的小民族使用的。絕大多數剩餘的語言都以某種方式瀕臨滅絕。只有在澳大利亚大陸的中部內陸地區，整個社區仍然活躍地使用帕馬-尼永加語系語言。
帕馬-尼永加語系由肯尼思·洛克·黑爾在他關於澳大利亞本土語言分類的工作中確定並命名。黑爾的研究使他得出結論，在澳大利亞原住民語言中，一個關係相對密切的家庭已經在澳大利亞的大部分地區傳播其語言，而大約十幾個其他家庭則集中在北海岸。

## 類型學
尼克·埃文斯（Nick Evans）和帕特里克·麥康韋爾（Patrick McConvell）將典型的帕馬-尼永加語系語言（例如瓦爾皮瑞語）描述為依存詞標記語言和沒有性別的完全後綴語言，同時指出一些非帕馬-尼永加語系語言，例如唐基克語共享這種類型學和一些帕馬-尼永加語系語言，例如亞紐瓦語，一種具有復雜性別系統的頭部標記和前綴語言，與之背道而馳。

## 復興
原帕馬-尼永加語系可能是在大約5,000年前才被使用的，比40,000到60,000年澳洲原住民被認為居住澳洲的時間要晚得多。帕馬-尼永加語系語言如何傳播到大部分澳洲並取代任何原帕馬-尼永加語系語言尚不確定； 一種可能性是語言可以與文化和儀式一起從一個群體轉移到另一個群體。 鑑於群體之間同源詞的關係，帕馬-尼永加語系似乎具有語言聯盟的許多特徵，表明群體之間多波文化接觸的古老性。

## 語音學
帕馬-尼永加語系語言通常共享幾個廣泛的語音限制：單輔音開始，缺乏擦音，以及禁止使用流音（邊音和矯形）開頭的詞彙。濁擦音已經在幾種分散的語言中發展起來，例如安古西姆里语，儘管通常唯一聲稱的擦音是/ɣ/，並被其他語言學家分析為近似/ɰ/。最好的例子是卡劳拉高亚语，它通過接觸巴布亞語言而獲得了擦音和清音對比，以及它的爆破音。維多利亞的幾種語言允許首字母 /l/，一種古奈語還允許首字母/r/ 和輔音群/kr/和 /pr/，這是巴斯海峽對面已滅絕的塔斯馬尼亞語言的共同特徵。

## 分類
在歐洲人抵達澳大利亞時，大約有300種帕馬-尼永加語系語言，分為36種分支。

## 外部連結
- Chirila – Yale Pama-Nyungan Lab （页面存档备份，存于）
- AIATSIS map of Australian languages （页面存档备份，存于）